# Opočínek
Opočínek je nejzápadnější částí města Pardubice (od roku 1986), součástí městského obvodu Pardubice VI. Název je odvozen od opučité (opukové) stráně nad Labem, na které obec leží.

## Historie
První písemná zmínka pochází z roku 1131. V roce 1588 se uvádí Opočín a Opočínek, tedy Horní Opočínek a Malý Opočínek s přívozem. Obě části náležely k Jezbořické rychtě. V roce 1869 nechal postavit hrabě Karel Chotek z Chotkova se svou chotí Marií kapličku Panny Marie v kokešovském lese, poblíž studánky s minerální, léčivou vodou. Původní zchátralá kaplička byla v roce 1997 zcela zrekonstruována. Z původní kaple zbyly pouze dvě pamětní desky, které jsou uchovány v současné stavbě.
V březnu 1957 je dokončena výstavba elektrorozvodny Opočínek.
Do roku 1960 náležela samostatná obec do okresu Přelouč. V roce 1964 je Opočínek spojen se sousední obcí Lány na Důlku. Od 1. 1. 1986 jsou obě obce připojeny k městu Pardubice jako součásti městského obvodu Pardubice VI.

## Obyvatelstvo
Dle výsledků sčítání lidu v roce 2011 žilo v místní části celkem 224 obyvatel. Počet obývaných domů byl 80.
V roce 2016 dosáhl počet obývaných stavení hodnoty 91 domů.

## Příroda
V roce 1982 je vyhlášena přírodní památka Labiště pod Opočínkem.

## Doprava
Do Opočínku zajíždí linka číslo 15 Dopravního podniku města Pardubic, jejíž autobusy se otáčí na návsi či u velké rozvodny na jih od Opočínku. Jižní částí Opočínku prochází železniční Trať 010, železniční zastávka Pardubice-Opočínek se však nenachází v katastrálním území Opočínek, ale blíže Pardubicím, v k. ú. Lány na Důlku, konkrétně 2,7 km daleko od Opočínku.

## Průmysl
V roce 1930 postavil E. Kokeš, statkář ve Starých Čívic, v lesích v k. ú. Opočínek továrnu na zpracování zemědělských produktů a výrobu konzerv Kokešov. Po znárodnění zde vznikl Ústav pro výzkum radiotechniky, pracoviště Tesly Pardubice. Byl zde vyvinut světoznámý radiolokátor Tamara. Po roce 1990 ústav zanikl a areál byl využíván soukromými firmami (např. sklady, kanceláře,...). Je v majetku Ministerstva vnitra ČR a slouží jako policejní sklad, kde se v minulosti konala například veřejná dražba automobilů. Tento sklad byl v r. 2020 pro svoji ideální lokaci a s ohledem na nedaleké pardubické letšitě vybrán pro redistribuci ochanných pomůcek dovezených ze zahraničí pro boj s koronavirem SARS-CoV-2.

V březnu 1957 je dokončena výstavba elektrorozvodny Opočínek.

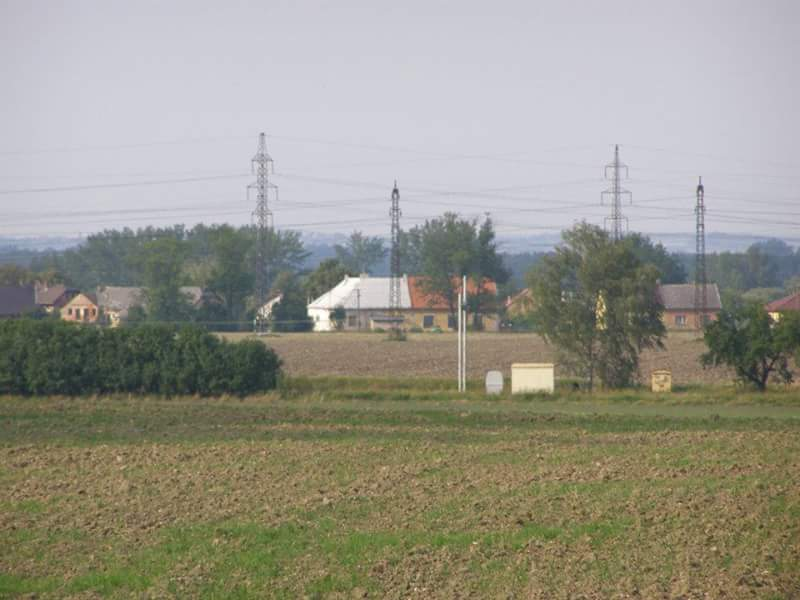

## Další fotografie

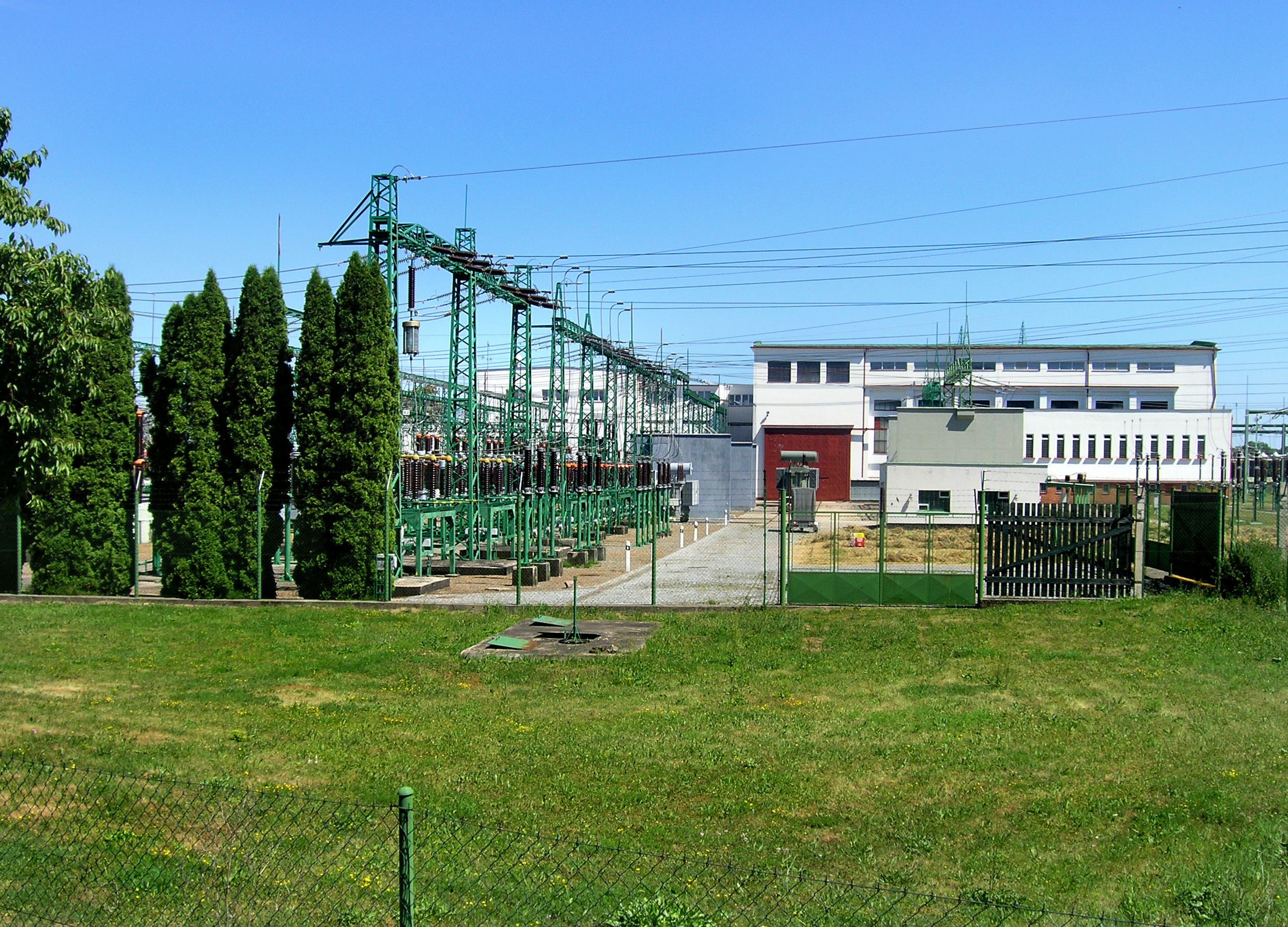
Velká rozvodna jižně od vesnice
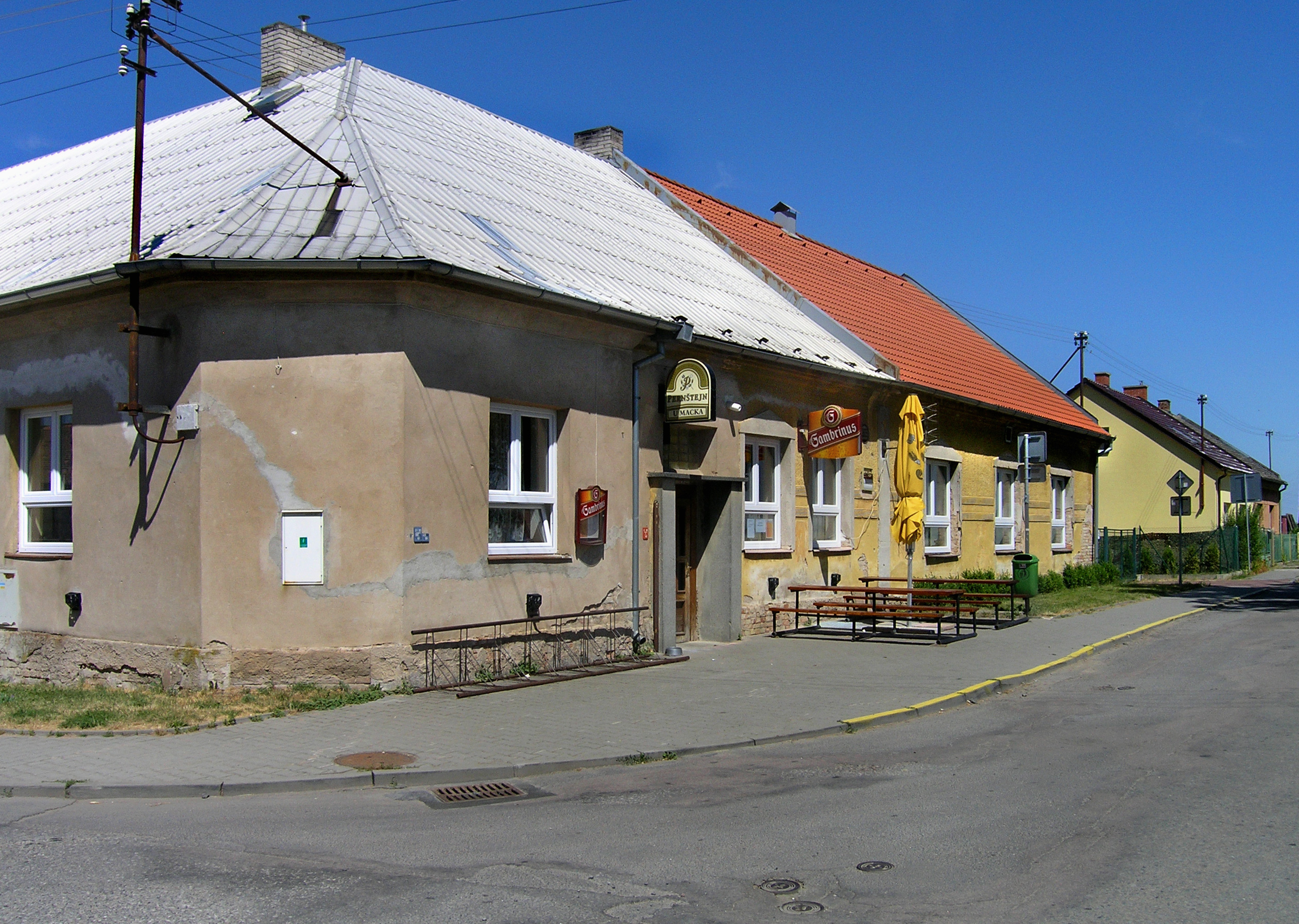
Restaurace u hlavní silnice
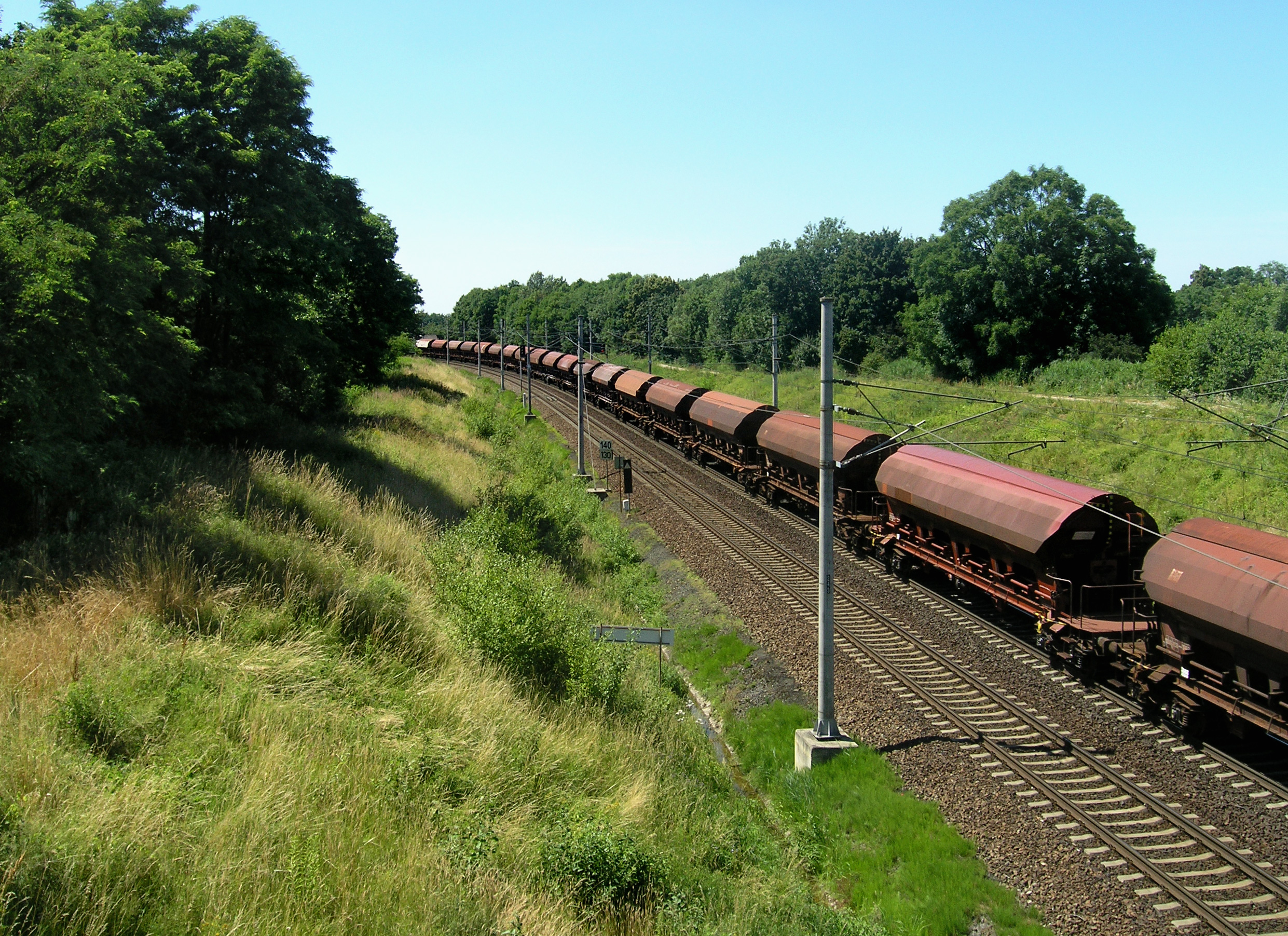
Trať Praha – Česká Třebová
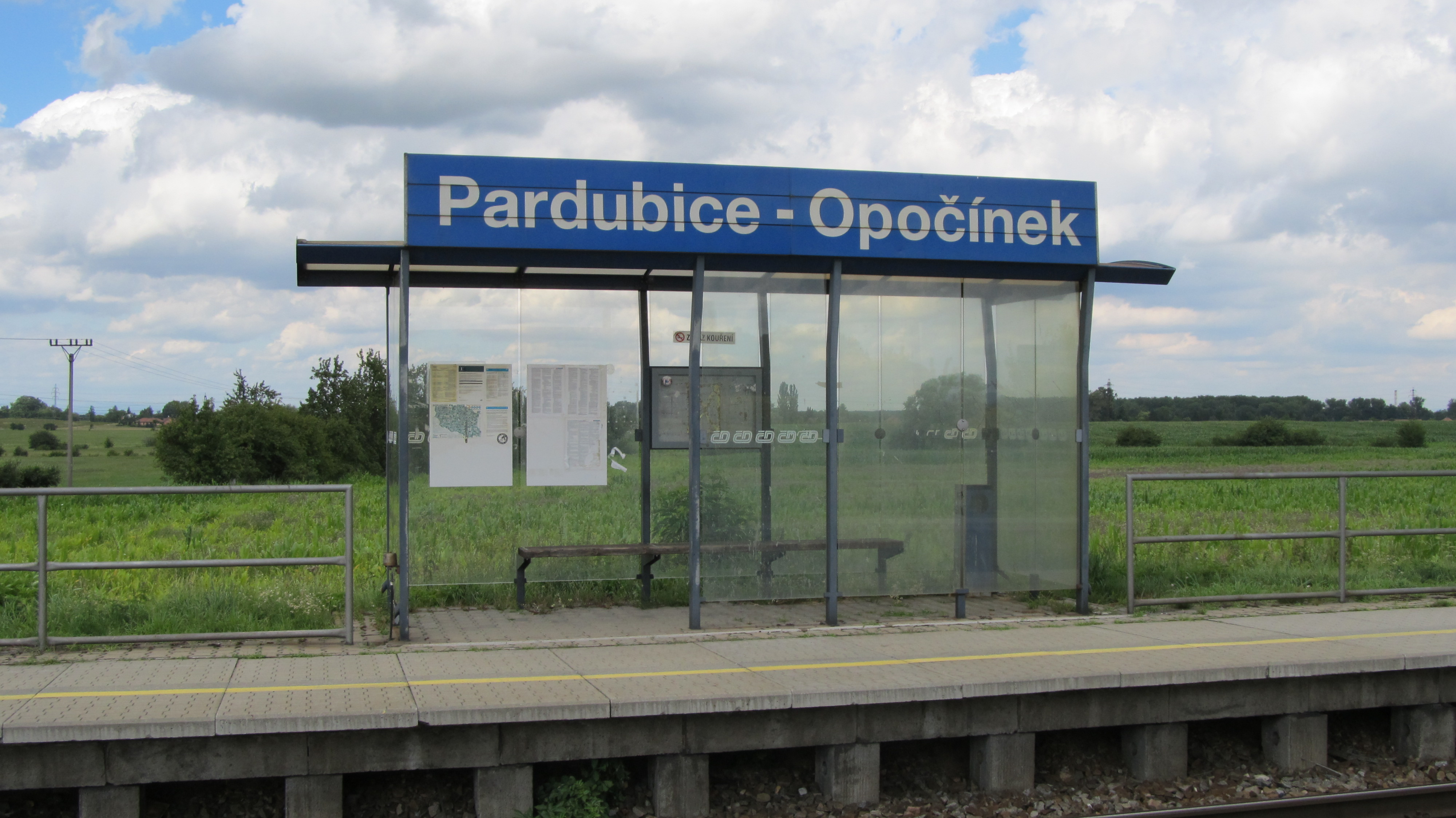
Vlaková zastávka